# Thoetmosis IV
Thoetmosis IV of Thoetmozes IV was een Egyptische koning uit de 18e dynastie van de Egyptische oudheid. Zijn naam Thoetmosis betekent "geboren uit Thoth", en zijn tweede bekende naam Mencheperoere betekent "gemaakt in de vormen van Re".

## Biografie

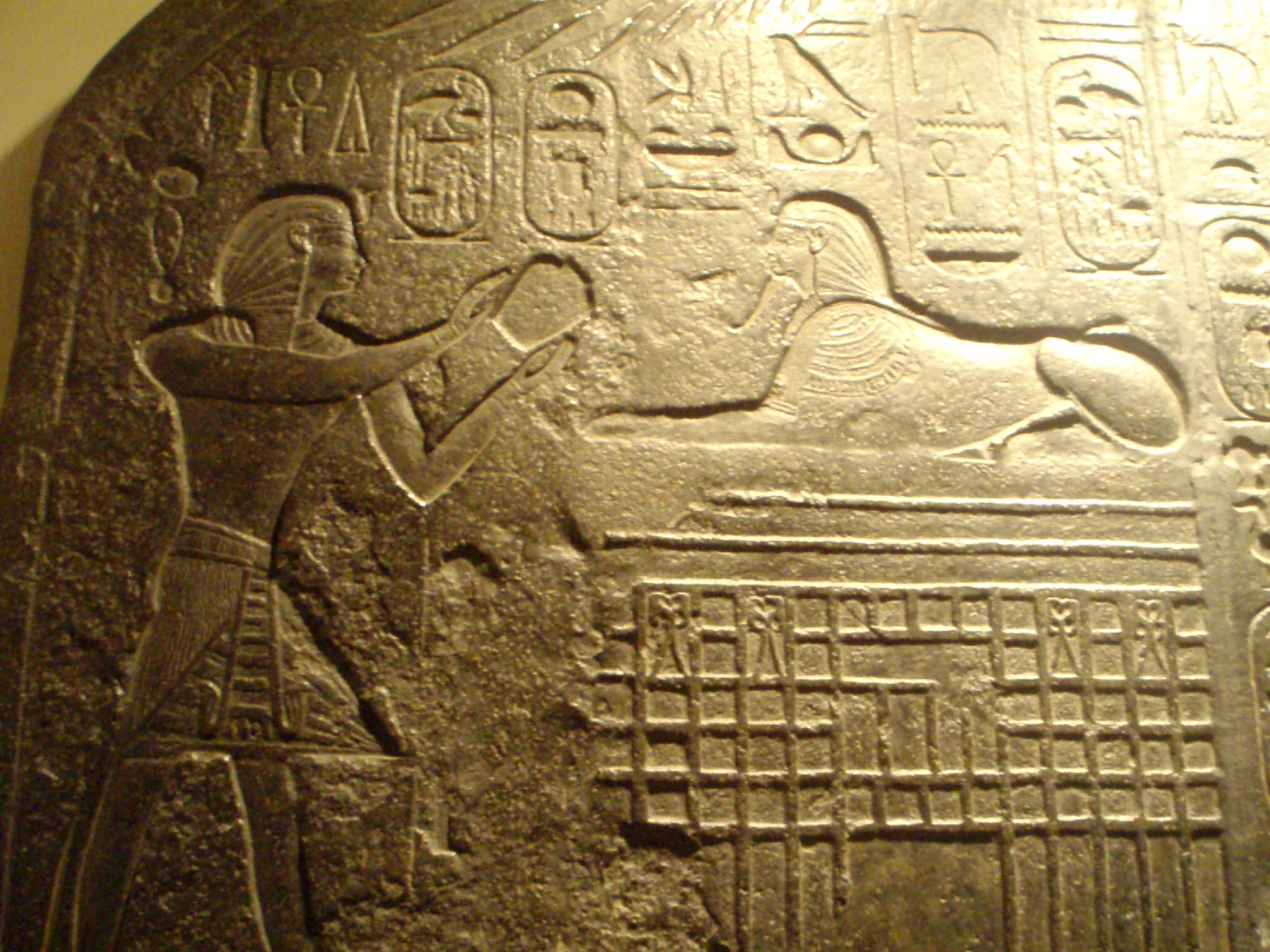
Detail van een scène op de droomstele, waarop een offergave aan de Sfinx van Gizeh
Rosicrucian Egyptian Museum (San José)

De koning schijnt 9 jaar en 8 maanden te hebben geregeerd (Manetho), maar Egyptologen denken dat het tien jaar is. Hij deed aan buitenlandse politiek en hij sloeg een rel neer in Koesj en hij is genoemd als overheerser van Syrië. Thoetmosis IV had goede banden met de Mitanni en trouwde een Mitanniaanse prinses na veel onderhandelingen. Hij bouwde op grote schaal zoals dat toen in de mode was, hij maakte een obelisk van Thoetmosis III, de Lateraanse Obelisk, af en richtte hem op in Karnak (hij staat nu bij het Lateraan in Rome). Deze obelisk was en is met zijn hoogte van ruim 32 meter de grootste staande obelisk ter wereld.
Het bekendste feit van Thoetmosis IV is dat hij de Sfinx van Gizeh heeft uitgegraven en de droomstele heeft opgericht. Hierin vertelt hij hoe hij als jonge knaap onder de sfinx lag te slapen en hoe de god Harmachis hem het koningschap beloofde als Thoetmosis de sfinx liet uitgraven. Een aantal Egyptologen menen dat Amenhotep II Thoetmosis IV niet als opvolger aannam, daarom heeft hij de sfinx uitgegraven om zijn koningschap te legitimeren.

## Bouwwerken
- Graf DK 43 in Vallei der Koningen
- Herstellingen aan de Sfinx te Gizeh
- Tempel van Amon (Karnak): obelisk opgericht
- Werken in de tempel van Ptah te Memphis

## Graf DK 43
Graf DK 43 van de vallei der Koningen is het graf van Thoetmosis IV.

## Galerij

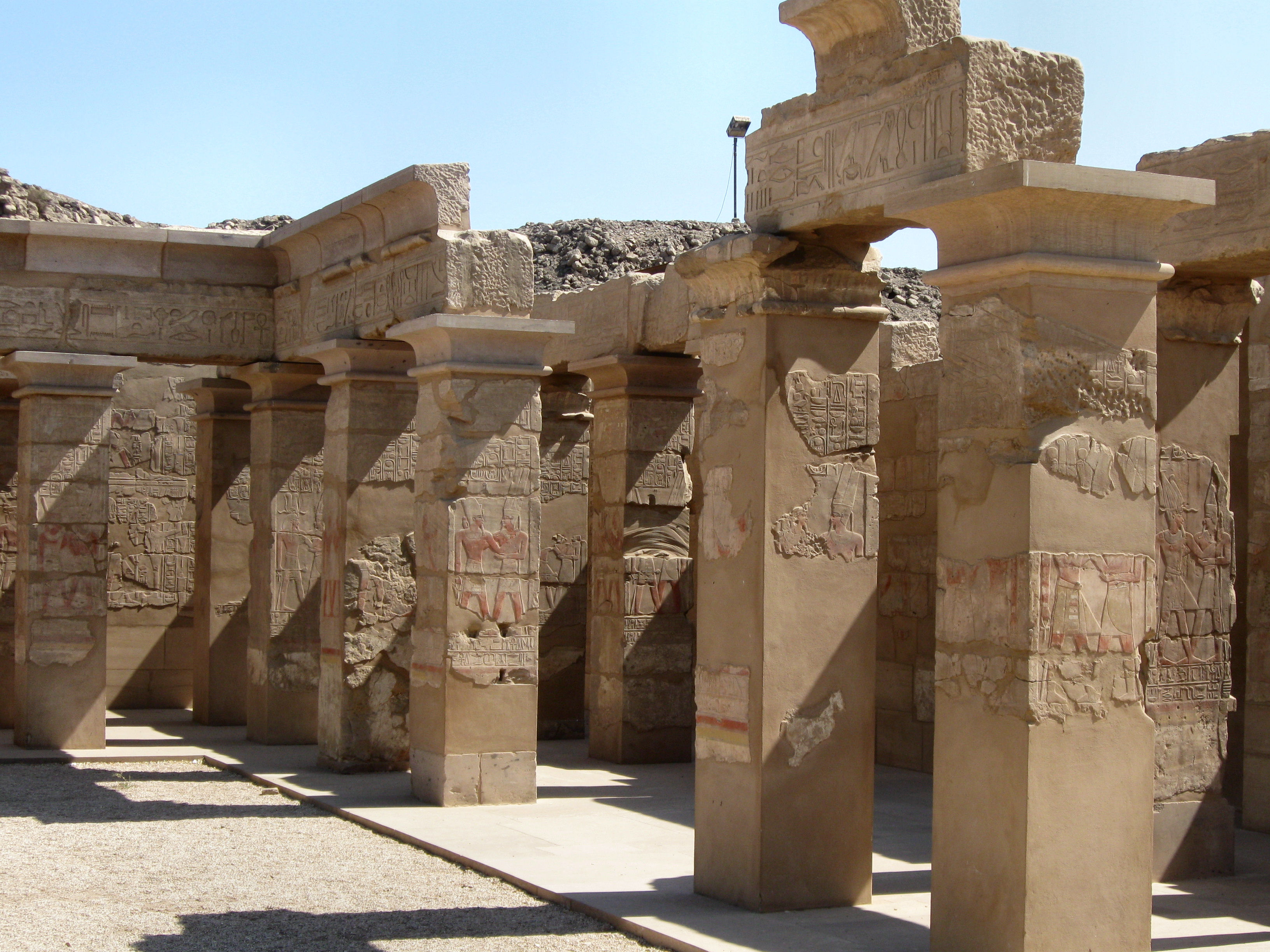
Hal van Thoetmosis Karnak
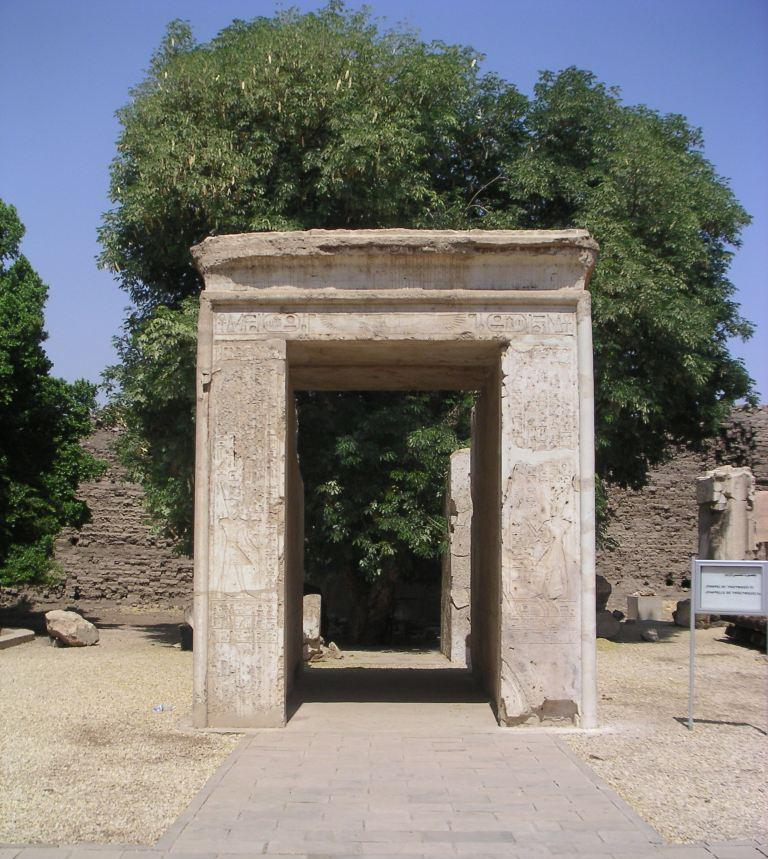
Kapel van Thoetmosis IV Karnak
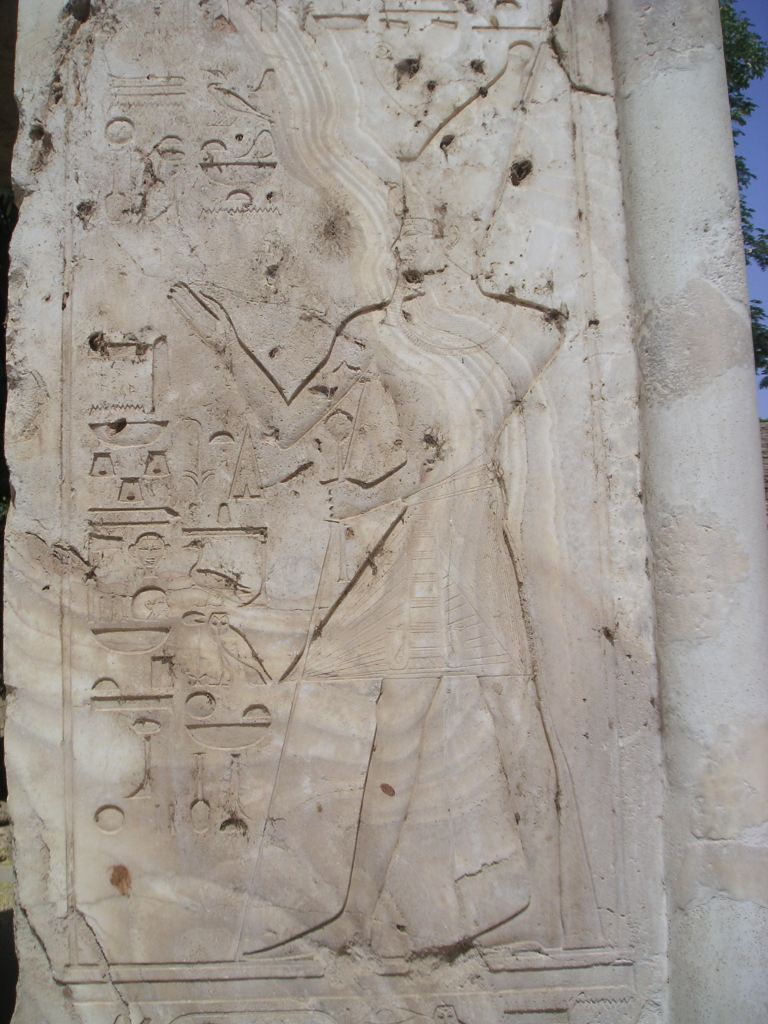
Thoetmosis IV afgebeeld op de kapel Karnak
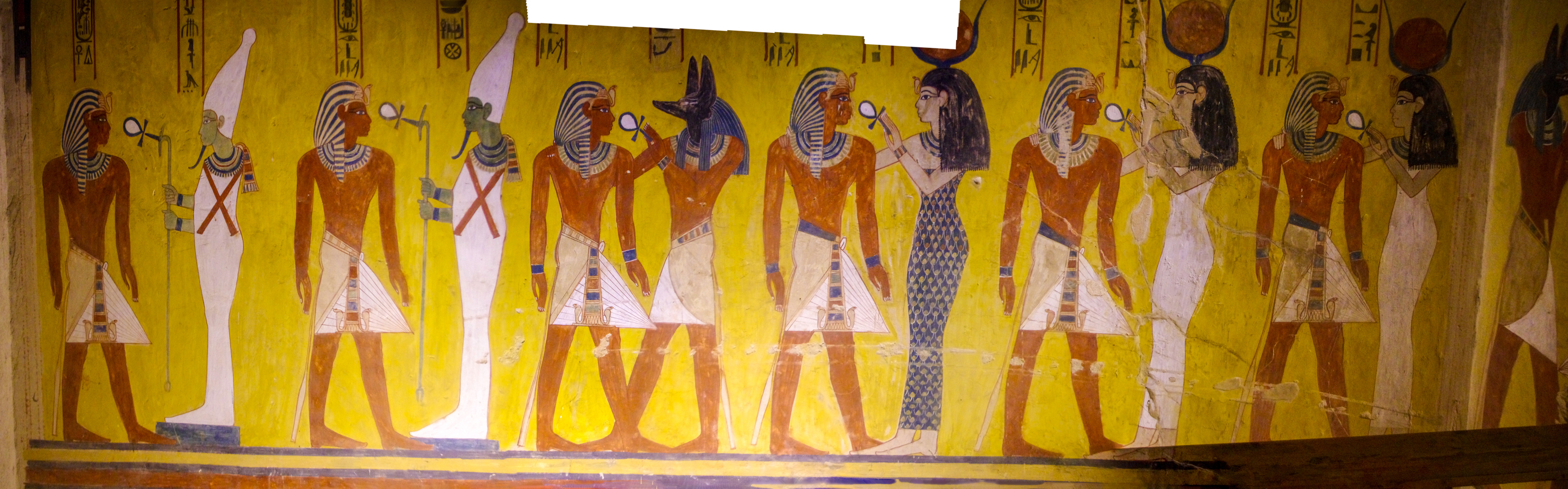
Muurschilderingen in de graftombe Graf DK 43
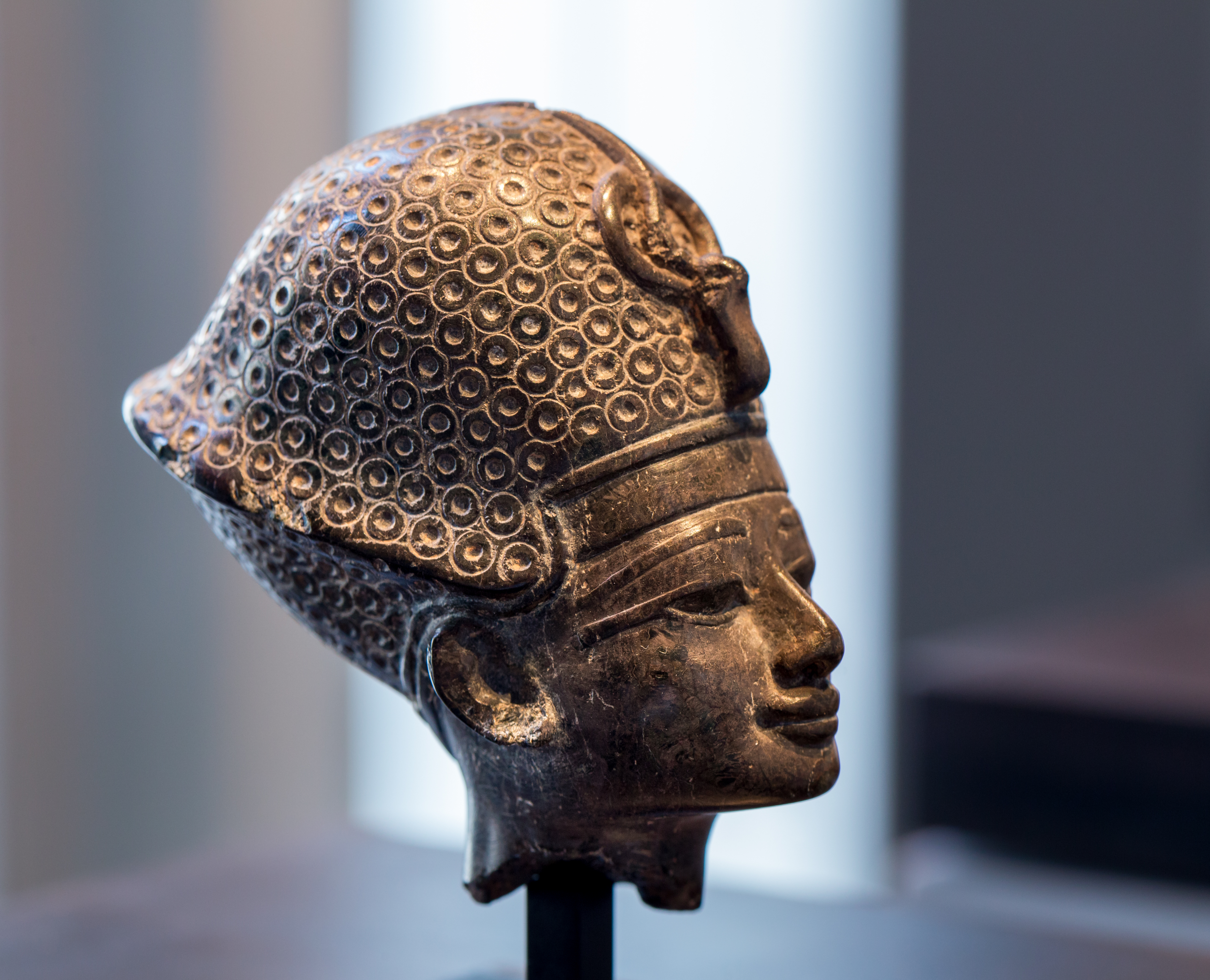
Hoofd van beeld van Thoetmosis IV SMAEK (München)